# České sdružení pro biomasu
CZ Biom - České sdružení pro biomasu, z.s. je spolek, který podporuje rozvoj fytoenergetiky v Česku. Členy CZ BIOM jsou vědci, specialisté, podnikatelé a aktivisté, kteří se zajímají o využití biomasy jako energetického zdroje. CZ BIOM je členem Evropské asociace pro biomasu.